# Карломану (Телеорман)
Карломану (рум. Cârlomanu) насеље је у Румунији у округу Телеорман у општини Путинеју. Oпштина се налази на надморској висини од 54 m.

## Становништво
Према подацима из 2002. године у насељу је живело 458 становника, од којих су сви румунске националности.